# Koty (rejon rudniański)
Koty (ros. Коты) – wieś (ros. деревня, trb. dieriewnia) w zachodniej Rosji, w osiedlu wiejskim Lubawiczskoje rejonu rudniańskiego w obwodzie smoleńskim.

## Geografia
Miejscowość położona jest nad Olszanką, 2 km od granicy z Białorusią, 11 km od najbliższego przystanku kolejowego (biał. Szuchaucy), 10,5 km od drogi magistralnej M1 «Białoruś», przy drodze regionalnej 66N-1619 (66N-1608 / Wołkowo – Zarieczje – Driagili), 22 km od drogi federalnej R120 (Orzeł – Briańsk – Smoleńsk – granica z Białorusią), 7 km od centrum administracyjnego osiedla wiejskiego (Lubawiczi), 22 km od centrum administracyjnego rejonu (Rudnia), 75 km od Smoleńska.
W granicach miejscowości znajduje się ulica Riecznaja.

## Demografia
W 2010 r. miejscowość zamieszkiwała 1 osoba.

## Historia
W czasie II wojny światowej od lipca 1941 roku wieś była okupowana przez hitlerowców. Wyzwolenie nastąpiło w październiku 1943 roku.